# Văn Miếu (métro de Hanoï)
Văn Miếu, en français Temple de la littérature est une station de la ligne 3 du métro de Hanoï. Elle est située dans le quartier Quốc Tử Giám du district de Dong Da à Hanoï au Viêt Nam.
Comme la ligne 3, elle est en cours de construction.

## À proximité

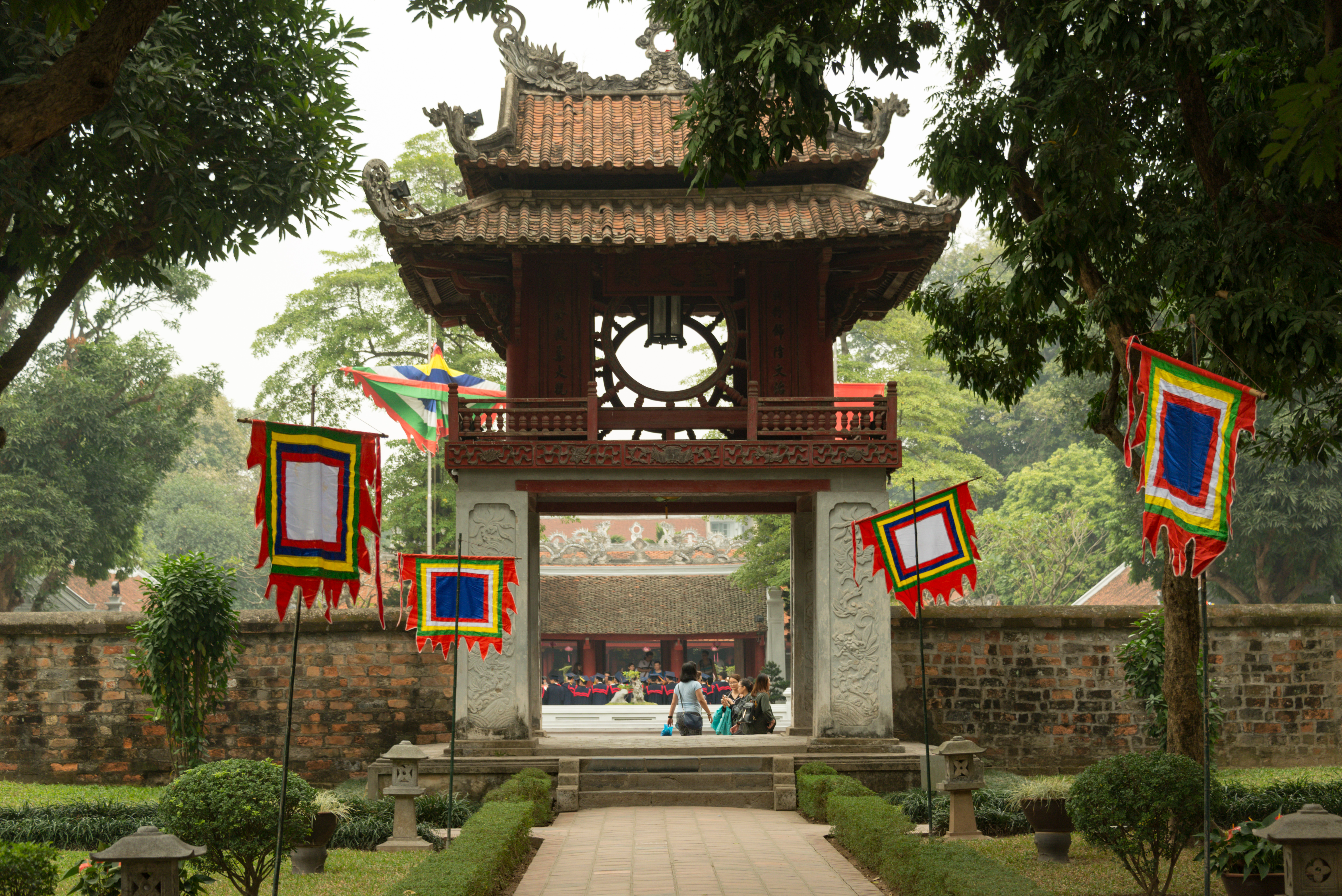

- Temple de la Littérature